# Conselho de Praias do Norte
O Conselho de Praias do Norte (Northern Beaches Council) é uma área de governo local localizado em Praias do Norte região de Sydney, no estado de Nova Gales do Sul, Austrália. O Conselho foi formado em 12 de maio de 2016, substituindo os conselhos de Manly, Pittwater e Warringah.
O Conselho compreende uma área de 254 quilômetro quadrados (98 sq mi) e como no 2016 censo tinha uma população estimada de 252 878.
O prefeito inaugural do Conselho Praias do Norte é Cr. Michael Regan, da equipe independente do sua Praias do Norte, que foi eleita em 26 de setembro de 2017.

## Subúrbios e localidades
Os seguintes subúrbios estão localizados no Conselho de Praias do norte:
- Allambie Heights
- Avalon Beach
- Balgowlah
- Balgowlah Heights
- Bayview
- Beacon Hill
- Belrose
- Bilgola Beach
- Bilgola Plateau
- Brookvale
- Church Point
- Clareville
- Clontarf
- Coasters Retreat
- Collaroy
- Collaroy Plateau
- Cottage Point
- Cromer
- Curl Curl
- Currawong Beach
- Davidson
- Dee Why
- Duffys Forest
- Elanora Heights
- Elvina Bay
- Fairlight
- Forestville
- Frenchs Forest
- Freshwater
- Great Mackerel Beach
- Ingleside
- Killarney Heights
- Lovett Bay
- Manly
- Manly Vale
- McCarrs Creek
- Mona Vale
- Morning Bay
- Narrabeen
- Narraweena
- Newport
- North Balgowlah
- North Curl Curl
- North Manly
- North Narrabeen
- Oxford Falls
- Palm Beach
- Queenscliff
- Salt Pan Cove
- Scotland Island
- Seaforth
- Terrey Hills
- Warriewood
- Whale Beach
- Wheeler Heights

As seguintes localidades estão localizados no Conselho de Praias do Norte:
- Akuna Bay
- Allambie
- Avalon North
- Bantry Bay
- Barrenjoey
- Bungan Beach
- Bungan Head
- Bungaroo
- Careel Bay
- Careel Head
- Clareville Beach
- Collaroy Beach
- Cromer Heights
- Curl Curl Beach
- Dee Why Beach
- Fishermans Beach (Collaroy)
- Foleys Hill
- Freshwater Beach
- Gooseberry Flat
- Ingleside Heights
- Long Reef Beach (Collaroy)
- Loquat Valley
- Narrabeen Beach
- Narrabeen Peninsula
- North Curl Curl Beach
- North Narrabeen Beach
- Paradise Beach
- Peach Trees
- Sand Point
- Sorlie
- South Warriewood
- Stokes Point
- Taylors Point
- The Basin
- Towlers Bay
- Tumbledown Dick
- Turimetta
- Warriewood Beach
- Wingala